# Совет безопасности Японии
Совет безопасности Японии (яп. 安全保障会議 Андзэн-хосё:-кайги) — центральный орган исполнительной власти Японии, составляющий Кабинета Министров. Основан 1986 года на основе  Совета обороны  (яп.  国防 会議).

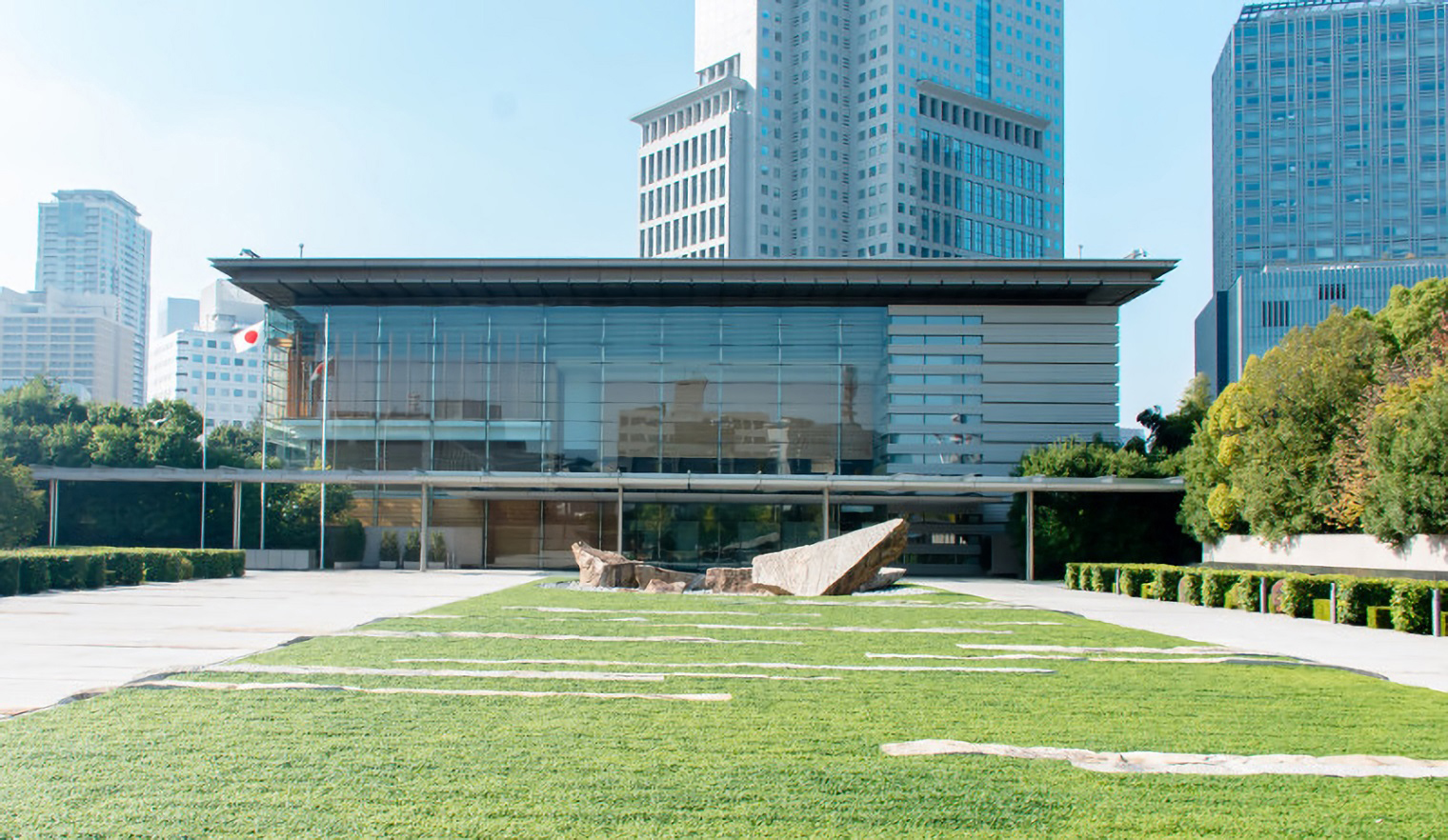
Резиденция премьер-министра, место проведения совещаний Совета безопасности Японии.

Возглавляется Председателем Совета безопасности — премьер-министром Японии. Состоит из министров иностранных дел, финансов, внутренних дел и коммуникаций, транспорта, экономики и промышленности, обороны, генерального секретаря и председателя Комитета государственной безопасности.
Занимается определением курса и защитой государственной безопасности Японии, разрабатывает план действий во время чрезвычайных ситуаций.
Правительство Японии 17 июня 2022 г. утвердило план обеспечения кибербезопасности важных инфраструктурных объектов страны. Отмечается, что к подобным объектам относятся телекоммуникационные центры, электростанции и железнодорожные линии. Утвержденный план предписывает владельцам этих объектов сотрудничать с правительством Японии для защиты инфраструктуры от атак хакеров. Кроме того, он допускает привлечение их к ответственности в случае принятия ими недостаточных мер по обеспечению кибербезопасности и возникновения последующего ущерба.